# Bar mleczny
Els bar mleczny (en polonès vol dir 'bar de llet') són un tipus de restaurant de Polònia on es serveixen menús i menjars a preus econòmics.
Fundats a finals del segle xix, la seva expansió per tot el país va arribar durant els anys de la República Popular de Polònia, quan les autoritats socialistes van obrir restaurants d'aquest tipus per als obrers sense cantina en els seus llocs de treball. Deu el seu nom al fet que s'utilitzen productes lactis i verdures al menú, si bé avui es serveixen plats de la cuina polonesa tradicional.

## Història

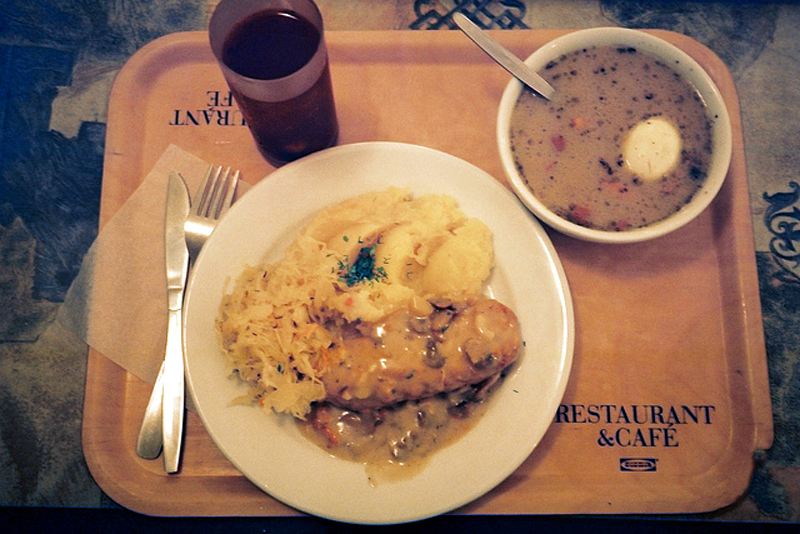
Menú complet d'un bar mleczny

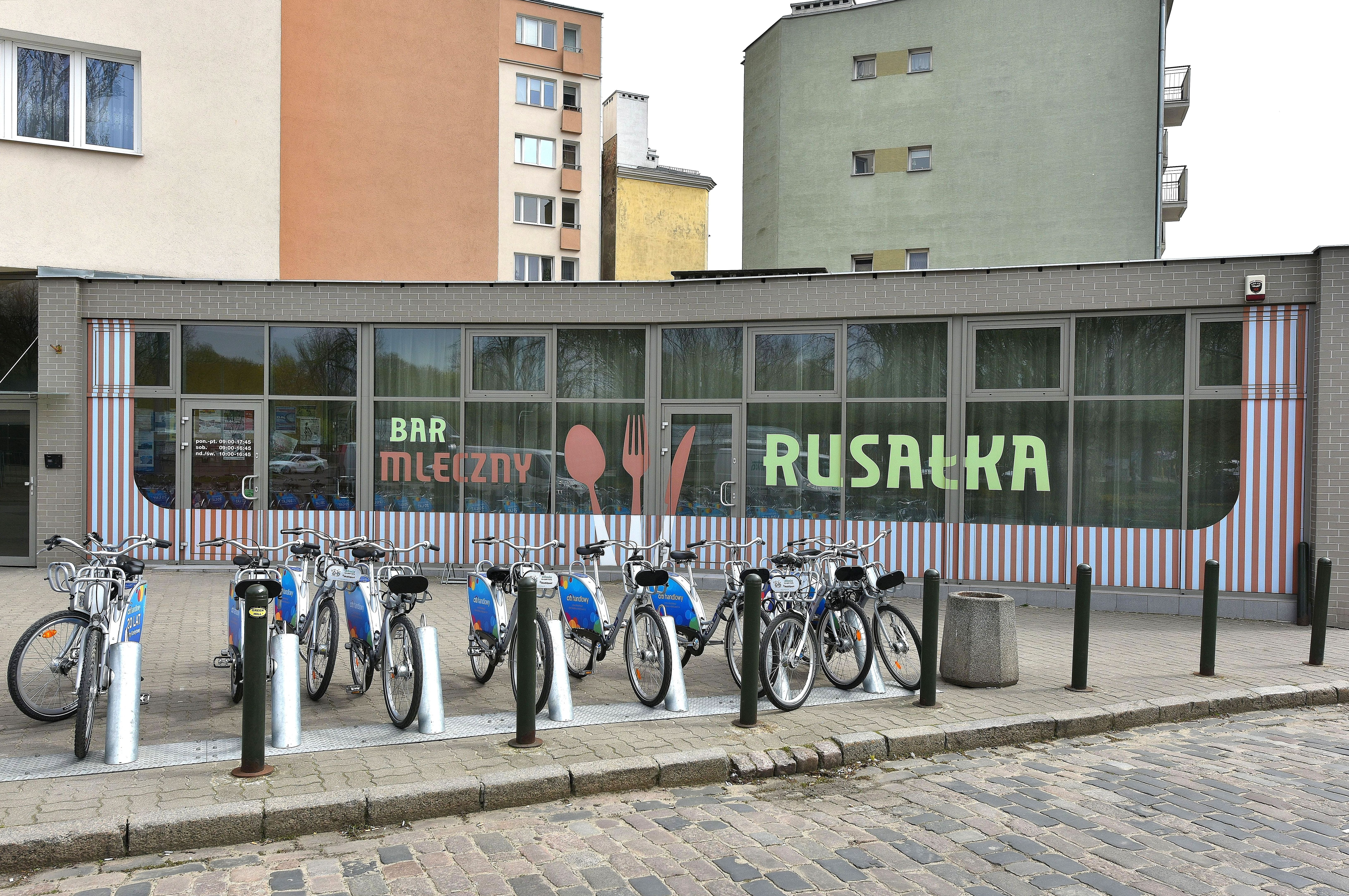
"Bar mleczny Rusałka" al carrer Floriańska 14 de Varsòvia

L'origen del bar mleczny data de finals del segle xix, quan l'agricultor Stanisław Dłużewski va obrir el 1896 un restaurant a Varsòvia, el menú del qual consistia en plats amb productes lactis i verdures a preus econòmics. La rendibilitat del negoci i la baixa renda dels polonesos va propiciar l'obertura d'altres locals en el període d'entreguerres entre la Primera i la Segona Guerra Mundial.
Amb la constitució de la República Popular de Polònia el 1945, la majoria dels restaurants van ser nacionalitzats o tancats per les autoritats comunistes. A causa que molts obrers i funcionaris no comptaven amb cantines en els seus llocs de treball, el líder socialista Władysław Gomułka va promoure l'expansió dels "bar mleczny" en totes les ciutats del país, a través d'una xarxa de locals subsidiats per l'estat. Gràcies a aquestes ajudes els preus eren més baixos, si bé moltes vegades s'incloïen en el salari del treballador. La carta estava basada en productes lactis, verdures, pasta, sopes, aliments amb ou i plats típics de la cuina polonesa, amb una decoració molt austera.
Durant la crisi econòmica dels anys 1980, els bar mleczny eren la primera opció de molts treballadors pel racionament establert amb la llei marcial.
La situació va canviar amb les Revolucions de 1989, la caiguda de l'estat socialista i la transició a un model capitalista. Tot i que l'estat polonès va mantenir les subvencions per a aquests negocis, la majoria van tancar les portes davant la nova competència.
En la dècada de 2010, els "bar mleczny" han experimentat un repunt de la clientela gràcies a les persones de la tercera edat, els estudiants, els treballadors i els turistes. La carta actual d'aquests restaurants està basada en la cuina polonesa tradicional i incorpora tota mena d'ingredients, en plena expansió del moviment d'alimentació lenta (slow food).